# Berezniki
Berezniki (en russe : Березники) est une ville industrielle du kraï de Perm, en Russie. Sa population s'élevait à 150 696 habitants en 2014.

## Géographie
Berezniki est située sur les rives de la rivière Kama, à 25 km au sud de Solikamsk, à 160 km au nord-nord-est de Perm et à 1 211 km au nord-est de Moscou.

## Histoire
Fondé en 1873, son statut de ville a été obtenu en 1932 grâce à l'extraction de la potasse et du sel et des usines du secteur chimique (engrais). On y trouve la seule usine de traitement de magnésium et de titane de Russie et le siège d'Uralkali. Avec la ville de Solikamsk, située à 26 km au nord, elle forme un ensemble particulièrement pollué. Les deux villes ont été le siège de camps du Goulag.
En 2012 le journal The New York Times rapportait que la ville, construite au-dessus de la mine, risquait aujourd'hui de se voir « aspirer » par les « trous » causés par la mine. Ce risque a été accentué après une inondation en 2006 ayant atteint la structure en sel de la mine. Le propriétaire de l'exploitation minière, l'oligarque Dmitri Rybolovlev, avait été blanchi par la justice russe en 2008, après une procédure d'accusation de sa société concernant des pratiques minières illégales ; or l'article précise qu'un proche de Vladimir Poutine estime que le magnat aurait néanmoins une responsabilité.

## Population
Recensements (*) ou estimations de la population  :
| 1926 | 1939*  | 1959*   | 1970*   | 1979*   |
| ---- | ------ | ------- | ------- | ------- |
| 499  | 51 286 | 106 119 | 145 580 | 185 395 |

| 1989*   | 2002*   | 2010*   | 2013    | 2014    |
| ------- | ------- | ------- | ------- | ------- |
| 201 213 | 173 077 | 156 466 | 152 966 | 150 696 |

## Personnalités
- Stanislav Govoroukhine (1936-2018), réalisateur et homme politique russe
- Vladimir Kobekine (1947-), compositeur russe